# Sammie
Sammie, pseudonimo di Sammie Lee Bush Jr. (Miami, 1º marzo 1987), è un cantante statunitense di musica R&B/Pop e soul.
Nel 2000, all'età di 13 anni, ha pubblicato il suo album di debutto, From the Bottom to the Top, attraverso l'etichetta musicale di Dallas Austin, la Freeworld Entertainment. L'album include i singoli "I Like It (1999)" e "Crazy Things I Do". I brani sono stati molto pubblicizzati attraverso le radio. Sammie è tornato nel 2006 con il disco omonimo Sammie ed ha collaborato assieme al giovane rapper di snap music Soulja Boy nella canzone Kiss Me thru the Phone.

## Carriera
Dopo l'uscita di From the Bottom to the Top, Sammie ha preso un periodo di pausa per concentrarsi sugli studi. Si è diplomato presso la West Orange High School di Winter Garden, Florida, nel 2005. Un anno dopo, Austin lo ha messo sotto contratto nella sua rinata etichetta musicale Rowdy, e lo ha aiutato a produrre il suo secondo album studio, Sammie. Tra i produttori del disco figurano anche i nomi di Jazze Pha e Bryan-Michael Cox. Il primo singolo ad essere estratto da Sammie è stato "You Should Be My Girl" che ha raggiunto le classifiche R&B. Il secondo album del giovane artista R&B è entrato tra le prime 45 posizioni di Billboard 200. Un altro singolo ad essere estratto da Sammie è stato Come with Me, brano che è anche riuscito ad ottenere un discreto successo.

## Discografia

### Album studio
| Anno | Note                                                                         | Classifiche | Classifiche | Classifiche | Certificazioni/Vendite                     |
| Anno | Note                                                                         | U.S.        | U.S. R&B    | BCA         | Certificazioni/Vendite                     |
| ---- | ---------------------------------------------------------------------------- | ----------- | ----------- | ----------- | ------------------------------------------ |
| 2000 | From the Bottom to the Top - Primo album studio - Pubblicato: 14 marzo, 2000 | 46          | 21          | —           | - RIAA: Disco d'oro - U.S. sales: 520,000+ |
| 2006 | Sammie - Secondo album studio - Pubblicato: 10 ottobre, 2006                 | 42          | 8           | 42          | - RIAA: N/A - Vendite U.S.A.: 213,000+     |
| 2009 | Coming of Age - Terzo album studio - Released: TBA                           |             |             |             | - RIAA: - Vendite U.S.A.:                  |

### Singoli
| Anno | Titolo                                                     | Classifiche  | Classifiche  | Classifiche          | Album                      |
| Anno | Titolo                                                     | U.S. Hot 100 | U.S. Hot R&B | U.S. Rhythmic Top 40 | Album                      |
| ---- | ---------------------------------------------------------- | ------------ | ------------ | -------------------- | -------------------------- |
| 1999 | "I Like It"                                                | 24           | 8            | 22                   | From the Bottom to the Top |
| 2000 | "Crazy Things I Do"                                        | —            | 39           | 33                   | From the Bottom to the Top |
| 2006 | "You Should Be My Girl " (featuring Sean P of YoungBloodZ) | 104          | 26           | —                    | Sammie                     |
| 2007 | "Come with Me"                                             | 103          | 23           | —                    | Sammie                     |
| 2007 | "Feelin'It"                                                | —            | —            | —                    | Sammie                     |
| 2008 | "Kiss Me thru the Phone" (featuring Soulja Boy)            | 3            | 4            | —                    | iSouljaBoyTellem           |